# 纳扎罗夫环化反应
纳扎罗夫环化反应（Nazarov环化反应）是二乙烯基酮类化合物在质子酸（如硫酸、磷酸）或路易斯酸（如氯化铝、三氟甲磺酸钪）作用下重排为环戊烯酮衍生物的一类有机化学反应。反应首先由苏联化学家伊凡·尼古拉耶维奇·纳扎罗夫报道，其中心步骤是一个五原子4n体系在加热情况下的电环化顺旋关环反应。

## 反应机理
Nazarov成环反应的机理见下图。首先是反应物质子化，生成戊二烯正离子。它是一个五原子四π电子的体系，正电荷可以分散到其他碳原子上。接着发生异面的电环化反应，中间体失去质子，生成的羟基环戊二烯经互变异构，得到产物环戊烯酮。

## 例子
除二乙烯基酮外，其他生成戊二烯正离子中间体的反应也会发生类似Nazarov反应的重排，比如下面的反应。反应过程为：硅烯醇醚1与二氯卡宾和相转移催化剂作用生成二氯环丙烷衍生物2，一个氯离子受氟硼酸银作用离去，得到环丙烷正离子3a，再经重排、关环、质子离去、脱去硅基，最终得到产物α-氯代环戊烯酮4。